# La Congolaise de banque
La Congolaise de banque (LCB) est une banque de détail congolaise filiale du groupe marocain BMCE Bank.
Elle a vu le jour le 31 mars 2004 sur les cendres[style à revoir] du Crédit pour l’agriculture, l’industrie et le commerce (CAIC) au capital de 4 milliards de FCFA, employant un effectif de 177 agents permanents répartis sur un réseau de 9 agences, et réalisant un produit net bancaire (PNB) de 2,39 Milliards de FCFA, au 30 juin 2005.